# Erzherzog-Joseph-Palais
Das Erzherzog-Joseph-Palais wurde von 1787 bis 1789 als Teleki-Palais im Budaer Burgviertel erbaut und 1892 von Erzherzog Joseph Karl Ludwig von Österreich erworben, der die Residenz in historistischer Formensprache umgestalten ließ. Während der Schlacht um Budapest wurde das Palais beschädigt und die Ruine 1968 abgetragen.
Seit 2021 werden das Gebäude und die zugehörige Gartenanlage in ihrem Vorkriegszustand im Rahmen des Nationalen Hauszmann-Programms rekonstruiert.

## Geschichte
Auf dem Grundstück des späteren Palais’ standen in mittelalterlicher Zeit zwei Häuser. Auf der Nordseite stand das Palais von László Pálczi, der zwischen 1446 und 1470 das Amt des Landesrichters innehatte. Nach Pálczis Tod 1471 schenkte Matthias Corvinus, König von Ungarn, das Bauwerk dem Woiwwoden von Siebenbürgen, Miklós Csupor. Im Jahr 1474 wurde es Teil der gegenüberliegenden Residenz der Chorherren. Während des Ersten Österreichischen Türkenkriegs wurden beide Häuser zerstört. Nach der Rückeroberung von Buda und der Vertreibung der Türken gehörte das Grundstück den deutschen Brüdern Gassl, bevor es 1714 durch den Wiener Hofkriegsrat für militärische Zwecke enteignet wurde.
Im Jahr 1787 wurde das Grundstück an den Gelehrten József Teleki (1738–1796) versteigert. Teleki errichtete hier ein zweistöckiges Mehrfamilienhaus mit zwölf Wohnungen im Zopfstil. Das Palais wurde 1789 fertiggestellt und war als Teleki-Palais bekannt. 1857 wurde dieser vom kaiserlich österreichischen Staat gekauft und Erzherzog Albrecht von Österreich-Teschen zugeteilt, der von 1851 bis 1859 Generalgouverneur Ungarns war. Nach dem Österreich-Ungarischen Ausgleich 1867 wurde das Innenministerium vorübergehend im Teleki-Palast untergebracht. In den Jahren 1869–70 wurde es durch die Architekten Lajos Frey (1829–1877) und Lipót Kauser (1818–1877) nach den Bedürfnissen des ungarischen Generalstabs umgebaut und erweitert. Erzherzog Joseph Karl von Österreich, Sohn Josephs von Österreich, verlegte 1873 als Oberbefehlshaber der ungarischen Streitkräfte die Büros des neuen Verteidigungskommandos in das Palais. Bis 1889 wurde am Szent-Györgyi-Platz das neue Königlich-Ungarische Verteidigungsministerium erbaut, wodurch das Teleki-Palais seine Funktion zunächst wieder verlor.

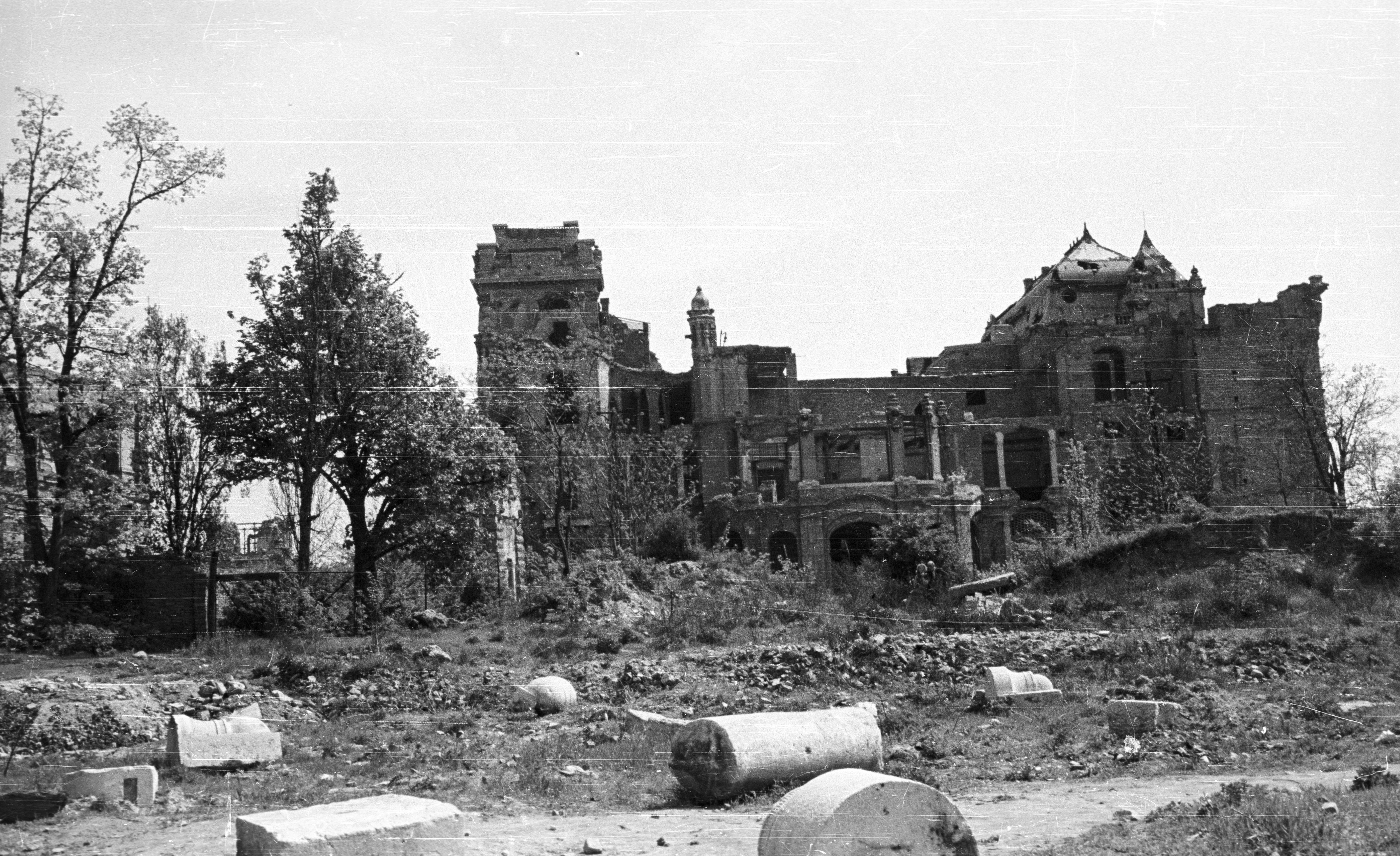
Zustand nach den Nachkriegssprengungen (1958)

Erzherzog Joseph Karl kaufte das Palais anschließend mit Geldern der Staatskasse für sich persönlich. 1902 ließ er das Schloss nach Entwürfen von Flóris Korb und Kálmán Giergl im Stil des Historismus umbauen und erweitern. Die Fassade erhielt ihre markanten Ecktürme und orientalische Ornamente.
Im Ersten und Zweiten Weltkrieg wurde das Palais von Joseph August, dem Sohn Joseph Karl Ludwigs, bewohnt. In der Schlacht um Budapest erlitt vor allem die Westfassade des Gebäudes schwere Schäden. Während der Trümmerbeseitigung diente es als Wohnheim für Auszubildende sowie als Kantine. Nach 1953 stand das Palais leer, bis es im Juni 1968 gesprengt und die Ruine anschließend abgerissen wurde.

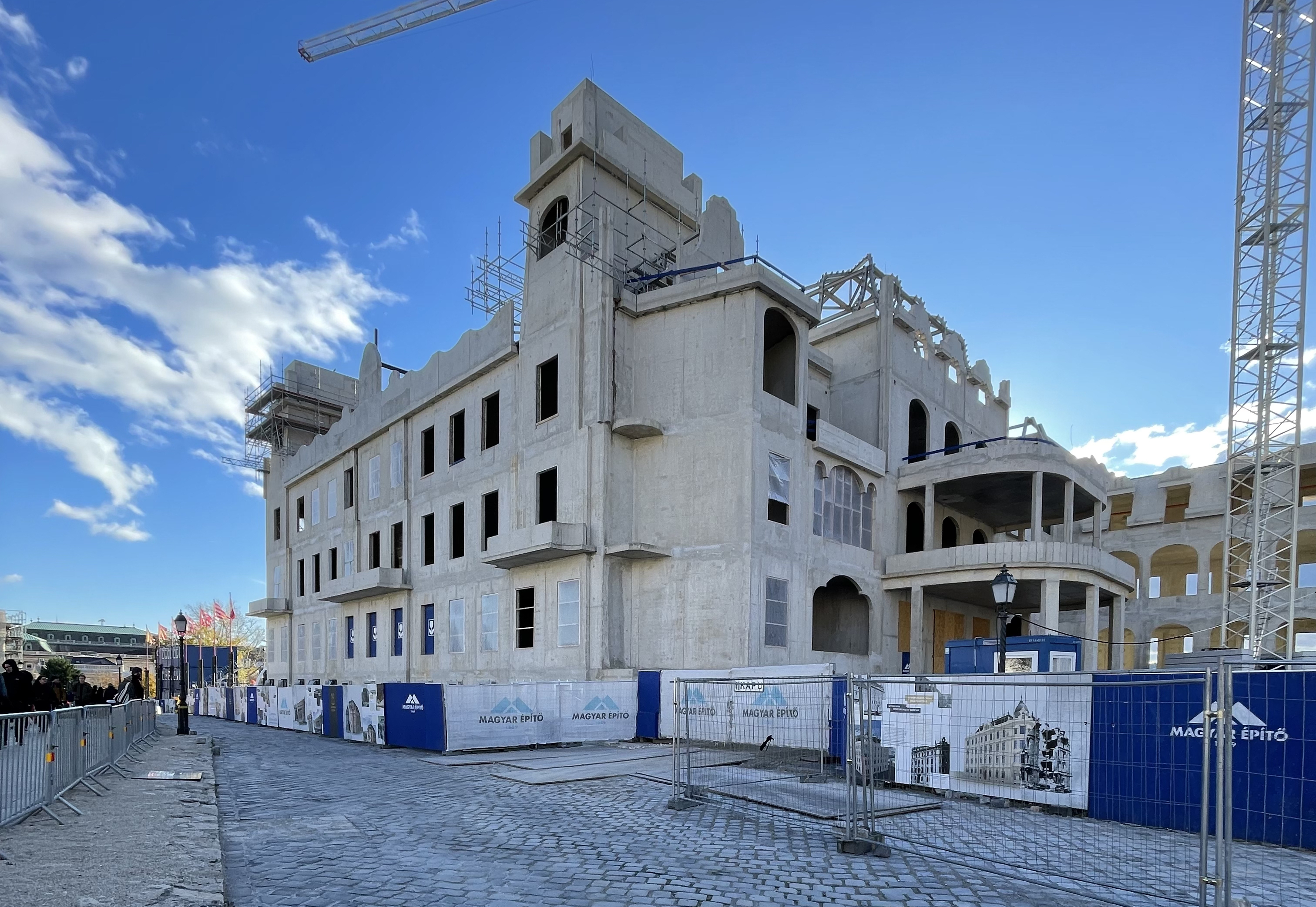
Rekonstruktion im Bau (2023)

## Rekonstruktion
Am 23. Januar 2019 legte ein Beschluss der ungarischen Regierung fest, das Palais im Rahmen des Nationalen Hauszmann-Programms zu rekonstruieren. So sollen die Fassaden und der Innenraum nach den Entwürfen von 1902 wiederaufgebaut werden. Seit Sommer 2021 befindet sich die Baustelle in Betrieb.